# Église Notre-Dame de Clessé
L'église Notre-Dame est une église romane située sur le territoire de la commune de Clessé, en Haut-Mâconnais, dans le département français de Saône-et-Loire et la région Bourgogne-Franche-Comté.
Elle relève de la paroisse Notre-Dame-des-Coteaux en Mâconnais (qui a son siège à Lugny).

## Historique
L'église a été édifiée au XIIe siècle.
Deux assemblées de notables, l'une du 31 août 1739, l'autre du 29 mai 1746, rapportent que, pendant les offices, l'église ne permet pas de contenir plus de la moitié des fidèles, l'autre moitié devant rester au dehors, dans le cimetière.
1856 : reconstruction de la porte percée dans l'ancienne sacristie. Dans la foulée sont aménagées les neuf fenêtres actuelles et murées les deux anciennes fenêtres latérales (dont les traces sont toujours visibles). La même année, désaffectation de l'ancien cimetière qui entourait l'église (dont les anciens murs de clôture étaient au-devant de l'entrée de l'église et permettaient de fermer le lieu, où les habitants avaient l'habitude de délibérer, utilisant une sorte de chicane empêchant le passage du bétail).
1859 : ajout de la chapelle côté nord.
1886 : construction d'une tourelle en remplacement de l'escalier intérieur qui était placée près du porche et menait au clocher. Une petite fenêtre gothique précédemment placée dans le mur de l'église y fut encastrée.
Le clocher fait l'objet d'un classement au titre des monuments historiques depuis le 24 décembre 1930, les autres parties de l'église faisant l'objet d'une inscription depuis le 3 octobre 1929. Il abrite une cloche datant de 1817, résultant de la refonte de l'une des deux cloches qui existaient en 1705 (cloche dont le poids fut porté à 1300 livres par le fondeur Baudouin et son battant à 50 livres par le maréchal Jacques Michel). Cette cloche porte une inscription : « L'an 1817, j'ai été bénite par Monsieur Lecuyer, curé, j'ai pour parrain Jacques Michel, maire de Clessé et pour marraine Madame Louise Michel, épouse de Monsieur Georges Bonzon, ancien maire. ».
D'importantes réparations furent réalisées sur l'édifice à la veille de la dernière guerre, notamment en ce qui concerne la restauration des toitures : chapelle du Sacré-Cœur, remplacement des laves couvrant le chœur, etc..
En 1983, de nouveaux travaux de restauration ont été engagés, dans le chœur (enduits et vitraux). Sept ans plus tard, en janvier 1990, dans la foulée de la restauration du parvis et de l'aménagement de la place voisine (1989), l'ensemble architectural constitué par l'église était mis en valeur par l'installation d'un éclairage extérieur (utilisation de lampes à vapeur de sodium). En 1991-1992, la restauration s'est poursuivie par le transept et la nef (nef dans laquelle des sondages ont révélé d'anciennes peintures).

## Architecture
L'église présente une belle façade tripartite dont les deux parties latérales sont ornées de bandes lombardes. La partie centrale est percée d'un portail en léger ressaut et ornée de grands panneaux qui ressemblent à des bandes lombardes mais dont la partie supérieure n'est pas ornée par des arcatures mais par de simples corbeaux.
La croisée du transept est surmontée d'un remarquable clocher octogonal, orné de bandes lombardes aux deux derniers niveaux. Le dernier niveau, séparé du précédent par un cordon de pierre, est percé sur chaque face d'une paire de baies géminées inscrites dans le décor de bandes lombardes. Le clocher est surmonté d'une flèche recouverte de tuiles polychromes.

## Culte
Édifice consacré du diocèse d'Autun relevant de la paroisse Notre-Dame-des-Coteaux-en-Mâconnais (siège à Lugny) – qui en est affectataire au titre de la loi de 1905 –, l'église de Clessé est, plusieurs siècles après sa construction, un lieu de culte catholique.